# 류희
류희(柳僖, 1773년(영조 49년) ~ 1837년(헌종 3년))는 조선 후기의 실학자이자 음운학자, 박물학자이다. 본관은 진주. 초명은 경(儆). 자는 계중(戒仲), 호는 서파(西陂), 방편자(方便子), 남악(南嶽)이다. 어렸을 때 이름은 유경(柳儆)이다. 자(字)는 계신(戒伸), 경기도 용인(龍仁) 출생이다. 아버지는 현감 류한규(柳漢奎)이며, 어머니는 《태교신기》(胎敎新記)를 저술한 사주당(師朱堂) 전주 이씨이다.
역산(曆算)과 율여(律呂)에 조예가 깊은 아버지를 닮아 어려서부터 구장산법(九章算法)을 익혔고, 역리복서(易理卜筮)를 통달하였다. 뿐만 아니라 4세에 한자의 뜻을 알고, 7세 때 《성리대전》(性理大全)을 통독하였으며, 이어 《서전》(書傳), 《사기》(史記) 및 경학(經學)에도 연구를 기울였다. 1791년(정조 15) 향시에 합격하였으나 더 이상 과거에 미련을 두지 않고 향촌에 묻혀 농사지으면서 글을 읽었다. 그가 53세 되던 해인 1825년(순조 25) 생원시를 거쳐 1830년(순조 30) 황감제(黃柑製)로 과거에 합격하였으나 관직에는 나가지 않았다.
그는 실학자이며 음운학자인 정동유(鄭東愈)의 문하에서 한글을 독창적으로 연구하고, 훈민정음의 자모를 분류하면서 한글 학자로서 면모를 굳혀갔다. 뿐만 아니라 천문·지리·의약·농정(農政)·충어(蟲魚)·종수(種樹)·조류(鳥類)·풍수(風水) 등 자연과학 분야에도 많은 관심을 가지고 자신의 저술에 반영하였다. 그의 저서 《문통》(文通)은 초고본 100권 남아 있었으나 현재는 행방을 알 수 없고, 따로 1824년에 저술한 《언문지》와 《시물명고》(詩物名考) 및 《물명유고》(物名類考)가 남아있다. 특히 《언문지》는 초성 중성 종성의 문자 음운을 새롭게 해석하고 표기하여 한자음을 표현할 수 있도록 하였다. 또한 《물명유고》에는 당시의 다양한 국어 어휘 7,000여 물명을 수집하여 주석까지 곁들인 작품으로 우리 국어학 연구의 귀중한 자료가 되었다.

## 저서
- 《언문지》(諺文志)
- 《방편자구록》(方便子句錄)
- 《방편자문록》(方便子文錄)
- 《문통》(文通)
- 《물명유고》(物名類考)